# بابلو سانتوس (لاعب كرة قدم)
بابلو رينان دوس سانتوس هو لاعب كرة قدم برازيلي في مركز الدفاع، ولد في 18 مارس 1992 في Cianorte ‏ في البرازيل لعب سابقاً في نادي الرائد السعودي. لعب مع نادي ماريتيمو.

## وصلات خارجية
- بابلو رينان دوس سانتوس على موقع اتحاد تركيا (لاعب) (الإنجليزية)
- بابلو رينان دوس سانتوس على موقع قاعدة بيانات كرة القدم.إي يو (الإنجليزية)
- بابلو رينان دوس سانتوس على موقع Soccerway.com (الإنجليزية)
- بابلو رينان دوس سانتوس على موقع عالم كرة القدم.نت (الإنجليزية)